# Orthez
Orthez là một xã trong tỉnh Pyrénées-Atlantiques, thuộc vùng Nouvelle-Aquitaine của nước Pháp, có dân số là 10.121 người (thời điểm 1999). Thành phố nằm cạnh dòng sông nhỏ Gave de Pau.

## Những người con của thành phố
- Gaston III, bá tước nổi tiếng của Foix trong miền nam nước Pháp.